# Pentti Uotinen
Pentti Armas Uotinen (* 27. September 1931 in Orimattila; † 3. November 2010 in Lahti) war ein finnischer Skispringer, der in den Jahren 1951 bis 1957 international aktiv war.
Bei den Olympischen Winterspielen 1952 in Oslo belegte er auf der Großschanze Platz acht. Der größte Erfolg seiner Karriere war der Gesamtsieg bei der Vierschanzentournee 1956/57, als er mit einem hauchdünnen Vorsprung von 0,7 Punkten vor Eino Kirjonen landete und zudem das erste Springen in Oberstdorf gewann.